# ترجيت
واحة ترجيت هي واحة جارية صغيرة تزيد مساحتها عن المئة متر. مصدرها المائي يتكون من مجموعة من الينابيع الصحراوية الباردة وقليل من الحارة. تقع ضمن مقاطعة أوجفت وفي أقصى شمال أوجفت في أخدود غربي ضمن نطاق هضبات ولاية أردار في جمهورية موريتانيا الإسلامية. يعود التواجد السكني للبشر فيها إلى القرن التاسع عشر. حديثا أصبحت توفر الإحتياجات الأساسية للسياحة من طرق ترابية ولافتات وبعض المساكن والمرشدين للسواح. المرافق البشرية قرب الواحة هي مساكن السواح وبعض البيوت ومسجد. أقرب تواجد بشري للواحة هي قرية واد أمحيرت وفيها أكبر واحة في ولاية أردار وهي واحة أمحيرث. وهي من الواحات المغذية لواحة ترجيت. تبعد ترجيت 45 كيلومتر جنوبا عن مدينة أطار. تزدهر الحياة النباتية في واحة ترجيت من شجر الثمام وشجر الأهليلج وبعض النباتات المتسلقة والطحالب ولكن الأكثر هو نخيل التمر. وتتميز بشجر التين عن باقي مناطق موريتانيا. هناك بعض الأسماك التي تعيش في الواحة لكن وجودها في خطر بسبب مشاكل الجفاف والتصحر.

## التاريخ
الاسم القديم لترجيت هو أسويكيه وهو اليوم يطلق فقط على قرية أسويكيه في مقاطعة الطينطان، ولاية الحوض الغربي في موريتانيا وقربها بركة ضخمة. أغلب سكان الواحة من اهل مقاطعة أوجفت. لم تكن ترجيت معلما سياحيا لغير الموريتانيين إلا بعد التوجه لتطوير السياحة في ولاية أردار. كانت جزءا من بلدة المعدن، التي أسسها الشيخ الصوفي محمد الأمين ولد سيدينه الشمسدي الأوجفتي.

## التضاريس
تقع ترجيت ضمن هضبات أدار. ويرتبط جرف ترجيت مع جرف أوقيني ويكون الجرفان الأخدود الذي توجد فيه الواحة وفيه كذلك عين أهل الطابع. من المرجح أن المنطقة هذه كانت في العصر الجليدي جبالا جليدية لكن بعد التشققات التي حدثت بعد ارتفاع حرارة الأرض انفصم الجبل وتكون الأخدود. كذلك منطقة هضبات أردار فيها نشاط بركان قديم وفيها بركان خامد في منقطة تكوين الريشات وهناك أن نظريات أنها تكونت بسبب نيزك ضرب المنطقة. في كلا الحالتين توفر البراكين والنيازك معادن مهمة ومن الممكن أن ذلك سبب جودة تربة المنطقة وخصوبتها للحياة النباتية او المائية. مياه واحة ترجيت تميل للملوحة بسبب زيادة المعادن فيها عن الينابيع الأخرى. تشكل التضاريس الصخرية صعوبة في التنقل سواء باستعمال الألات الميكانيكية او بإستعمال الحيوانات أو على القدمين. لا يوجد في المنقطة نشاط تكتوني ولا تساقط للصخور مثل ما يحدث في بعض المناطق الأخدودية في العالم.

## الأحياء البرية
تتميز ترجيت ببيئة طاردة للذباب والبعوض، لا يوجد فيها الذباب ولا الناموس ولا النمل. لكن فيها من العقارب والعناكب والضب والخنافس. وقد اكتشف فريق من الباحثين أنثى عقرب تنتمي لنوع من العقارب اسمه العلمي Androctonus Ehrenberg " تقرأ أندروكتونوس إهرنبرغ" حول ترجيت. الأسماك في جبال أردار هي كلها أسماك مدارية ولكنها في خطر الإنقراض. إقتباس مترجم من اللغة الإنجليزية من بحث أجرى في الاعوام بين 2004 إلى 2008 بعنوان "تأثير تغير المناخ على الأسماك الاستوائية في وسط الصحراء الكبرى: خطر البقاء لأسماك جبال أدرار، موريتانيا":

"يبدو أن مجموعات الأسماك المدارية في جبال أدرار في موريتانيا معرضة لخطر كبير. من بين ثلاثة عشر مجموعة مسجلة سابقًا، انقرضت أربعة منذ بداية فترة الجفاف. قد تحدث انقراضات جديدة لأعداد الأسماك في حالة تكرار انخفاض مستويات هطول الأمطار السنوية. "

## السياحة
من أكثر واحات موريتانيا شهرة على الإنترنت. تجري الحكومة الموريتانية موسما سياحيا لولاية أدرار ومن مواقعها الرئيسية مدينة أطار وواحة ترجيت. توقف الموسم عام 2020 بسبب جائحة كورونا ولكنه عاد في 2021 باستقبال فوج من السياح الفرنسيين.

## المناخ
| البيانات المناخية لـترجيت         | البيانات المناخية لـترجيت | البيانات المناخية لـترجيت | البيانات المناخية لـترجيت | البيانات المناخية لـترجيت | البيانات المناخية لـترجيت | البيانات المناخية لـترجيت | البيانات المناخية لـترجيت | البيانات المناخية لـترجيت | البيانات المناخية لـترجيت | البيانات المناخية لـترجيت | البيانات المناخية لـترجيت | البيانات المناخية لـترجيت | البيانات المناخية لـترجيت |
| الشهر                             | يناير                     | فبراير                    | مارس                      | أبريل                     | مايو                      | يونيو                     | يوليو                     | أغسطس                     | سبتمبر                    | أكتوبر                    | نوفمبر                    | ديسمبر                    | المعدل السنوي             |
| --------------------------------- | ------------------------- | ------------------------- | ------------------------- | ------------------------- | ------------------------- | ------------------------- | ------------------------- | ------------------------- | ------------------------- | ------------------------- | ------------------------- | ------------------------- | ------------------------- |
| متوسط درجة الحرارة الكبرى °م (°ف) | 27.2 (81.0)               | 29.7 (85.5)               | 31.7 (89.1)               | 34.2 (93.6)               | 37.6 (99.7)               | 41.1 (106.0)              | 41.3 (106.3)              | 40.5 (104.9)              | 39.6 (103.3)              | 36.9 (98.4)               | 32.1 (89.8)               | 27.5 (81.5)               | 35.0 (94.9)               |
| متوسط درجة الحرارة الصغرى °م (°ف) | 12.8 (55.0)               | 14.0 (57.2)               | 16.2 (61.2)               | 18.5 (65.3)               | 21.5 (70.7)               | 25.5 (77.9)               | 26.1 (79.0)               | 26.2 (79.2)               | 25.4 (77.7)               | 22.3 (72.1)               | 17.6 (63.7)               | 13.4 (56.1)               | 20.0 (67.9)               |
| الهطول مم (إنش)                   | 2 (0.1)                   | 2 (0.1)                   | 1 (0.0)                   | 0 (0)                     | 0 (0)                     | 2 (0.1)                   | 7 (0.3)                   | 26 (1.0)                  | 26 (1.0)                  | 5 (0.2)                   | 3 (0.1)                   | 3 (0.1)                   | 77 (3.0)                  |
| المصدر: Climate-data.org          |                           |                           |                           |                           |                           |                           |                           |                           |                           |                           |                           |                           |                           |